# Смольки (Нижегородская область)
Смольки — село в Городецком районе Нижегородской области. Административный центр Смольковского сельсовета.

## География
Село находится на берегу реки Голубиха, на автодороге Городец — Линда Р177, на расстоянии 10 км к востоку от Городца, административного центра района, и 45 км к северо-западу от города Нижний Новгород, административного центра области.

### Часовой пояс
Село Смольки, как и вся Нижегородская область, находится в часовой зоне МСК (московское время). Смещение применяемого времени относительно UTC составляет +3:00.

## Население
| 2002 | 2010 |
| ---- | ---- |
| 955  | ↗963 |

## Улицы
| - ул. Дорожная, - ул. Заречная, - ул. Вольской, - ул. Кляфинская, - ул. Лесная, | - ул. Молодёжная, - ул. Новая, - ул. Садовая, - ул. Северная, - ул. Школьная. |

## Инфраструктура
В селе действует отделение Почты России (индекс 606537).